# Arxius nacionals de França

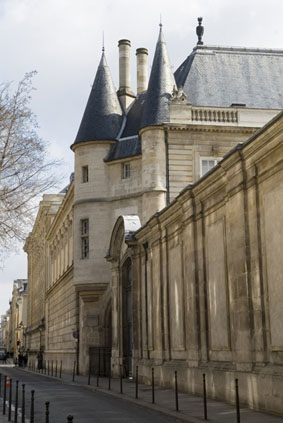
Façana de lHôtel de Clisson, integrat en la seu dels Arxius nacionals a París.

Els Arxius nacionals de França conserven l'arxiu nacional de l'estat francès, a excepció de l'arxiu del Ministeri de Defensa i el d'Assumptes exteriors, ja que aquests darrers tenen els seus propis serveis d'arxiu d'ençà el segle xviii, anomenats respectivament Service historique de la Défense i Archives diplomatiques. Segons el Decret del 29 de febrer de 2012, «la seva missió és recabar, classificar, inventariar, conservar, facilitar la consulta i valoritzar els arxius públics procedents de les administracions centrals de l'Estat, els arxius notarials de París i els fons privats amb interès nacional».
Els arxius de les administracions estatals que no es troben a París es conserven en els seus respectius arxius departamentals.
Els arxius nacionals francesos foren creats en 1790 durant la Revolució Francesa i depenen del Ministeri de Cultura des de la creació d'aquest darrer en 1959. Es troben repartits entre tres llocs: 
- París: arxius públics de l'Antic Règim i Minutari dels notaris de París.
- Fontainebleau: Fons públics específics (expedients de naturalització a partir de 1930, expedients laborals dels funcionaris, arxius audiovisuals i electrònics, arxius privats d'arquitectes, expedients de persones distingides amb la Legió d'Honor).
- Pierrefitte-sur-Seine: arxius públics des de la Revolució Francesa fins als nostres dies, fons privats (de qualsevol època). La seu es troba en aquesta localitat.

Alguns fons d'interès nacional es conserven en altres dos serveis: els Archives nationales d'outre-mer, a Aix-en-Provence (arxiu de les colònies) i els Archives nationales du monde du travail, a Roubaix (arxius privats d'empreses i associacions).